# Lissopholidisis nuttingi
Lissopholidisis nuttingi är en korallart som först beskrevs av Grant 1976.  Lissopholidisis nuttingi ingår i släktet Lissopholidisis och familjen Isididae. Inga underarter finns listade i Catalogue of Life.